# Lucifer
Lucifer (latin: lysbringeren) er oprindeligt en romersk gud i drengeskikkelse. Han er søn af Aurora, daggryet. En selvstændig kult i antikken havde han ikke. I romersk mytologi identificeredes Lucifer med morgenstjernen Venus, der netop kan ses før daggry.

## Vulgata
Ved oversættelsen af Vulgata-versionen af Biblen anvendtes det latinske ord "lucifer":
- 2 Peter 1:19 "Og des mere stadfæstet have vi det profetiske Ord, hvilket I gøre vel i at agte på som på et Lys, der skinner på et mørkt Sted, indtil Dagen bryder frem, og Morgenstjernen (Lucifer) oprinder i eders Hjerter"

I den tidlige kirke det var et symbol for Kristus, som Sankt Lucifer, biskop på Sardinien (død 370).
I Esajas' bog, kapitel 14, vers 12 (Webside ikke længere tilgængelig) som en reference til den babylonske konge Tiglath-Pileser III.
Først i middelalderen dukker navnet Lucifer op i kristendommen som pseudonym for Djævelen. I flere okkulte værker fra renæssancen optræder Lucifer som én af fire kronprinser i helvede.

## Moderne populærkultur
Også i mange sange bliver Lucifer nævnt. Et eksempel stammer fra Ozzy Osbourne, der flere gange har brugt ordene: "My name is Lucifer, please take my hand". Ligeledes optræder han i tv-serien Lucifer fra 2016, inspireret af DC Comics' figur fra tegneserien The Sandman.